# Varronia lantanifolia
Varronia lantanifolia är en strävbladig växtart som beskrevs av J.S.Mill. och J.R.I.Wood. Varronia lantanifolia ingår i släktet Varronia och familjen strävbladiga växter. Inga underarter finns listade i Catalogue of Life.